# Brachirus swinhonis
Brachirus swinhonis är en fiskart som först beskrevs av Steindachner, 1867.  Brachirus swinhonis ingår i släktet Brachirus och familjen tungefiskar. Inga underarter finns listade.